# Golling an der Erlauf
Golling an der Erlauf là một thị xã thuộc huyện Melk trong bang Niederösterreich.